# Cylindromyia brasiliana
Cylindromyia brasiliana là một loài ruồi trong họ Tachinidae.